# Raymond Cattell
Raymond Bernard Cattell (Hilltop, 20 marzo 1905 – Honolulu, 2 febbraio 1998) è stato uno psicologo britannico naturalizzato statunitense.

## Biografia

### Il periodo inglese
Cattell è nato il 20 marzo 1905 ad Hilltop, una piccola cittadina nei pressi di Birmingham, nel West Midlands in Inghilterra.

Il padre era un inventore di nuovi componenti per motori di automobili e altre macchine. Questo, per il giovane Raymond, è stato un momento in cui le sue idee, sul modo di "fare la differenza" nel mondo, sono state influenzate dal lavoro del padre e dalla prospettiva scientifica dell'epoca. A questo proposito egli scrisse:
«Il 1905 è stato un anno felice in cui nascere. In quell'anno, l'aereo aveva appena un anno di età. I coniugi Marie e Pierre Curie, oltre ad Ernest Rutherford, hanno trafitto il cuore degli atomi scoprendo il mistero delle sue radiazioni, Binet ha creato il primo test di intelligenza e Einstein la teoria della relatività.»
Quando Cattell aveva circa 5 anni, la sua famiglia si trasferì a Torquay (nel Devonshire, una contea sulla penisola della Cornovaglia, nel sud-ovest dell'Inghilterra), dove è cresciuto con forti interessi nel campo della scienza e dove passò molto tempo a navigare a vela intorno alla costa. Fu il primo della sua famiglia a frequentare l'università: nel 1921 si aggiudicò una borsa di studio in chimica, presso la University of London, dove in seguito si è laureato, magna cum laude, all'età di 19 anni.

Avendo avuto modo di osservare, in prima persona, le terribili sofferenze e distruzioni causate dalla prima guerra mondiale, fu sempre più attratto dall'idea di applicare gli strumenti della scienza ai problemi dell'umanità.  Dichiarò, in seguito, che il fermento culturale percepito intorno a lui dopo la prima guerra mondiale, gli fece sentire che il suo laboratorio di chimica aveva cominciato a sembrargli troppo stretto, in confronto ai problemi di un mondo così vasto.

Decise così di cambiare il suo campo di studio e di conseguire un dottorato in psicologia, che concluse nel 1929 all'Università di Londra.
Mentre lavorava al suo dottorato di ricerca, Cattell aveva accettato un posto di insegnante e consulente al Dipartimento di Scienze della Formazione, presso la Exeter University, nella stessa Contea di Devon, ma aveva trovato questa occupazione alquanto deludente, poiché non gli offriva alcuna possibilità di fare ricerche scientifiche.

Nei tre anni che passò ad Exeter, Cattell ebbe occasione di frequentare e sposare Monica Rogers, conosciuta anni prima a Devon, da cui ebbe un figlio.

Dopo l'esperienza di insegnamento ad Exeter si trasferì a Leicester, nel Leicestershire, dove organizzò uno dei primi "ambulatori guida" d'Inghilterra, rivolti all'infanzia.
È stato in questo periodo di tempo che terminò il suo primo libro, pubblicato in origine con il titolo "Under sail through red Devon: being the log of the voyage of Sandpiper", ed in seguito ripubblicato in due volumi con il titolo "Under Sail Through South Devon and Dartmoor". In questo libro descrive le sue avventure in barca a vela, intorno alle coste e negli estuari del sud di Devon e di Dartmoor.

### Il periodo statunitense
Nel 1937 Cattell si trasferisce negli Stati Uniti, invitato da Edward Thorndike alla Columbia University.

Nel 1938 si rende disponibile un posto di docente alla Cattedra di Psicologia della Clark University, e Cattell, su proposizione di Thorndike, viene nominato professore di psicologia all'età di 34 anni.

Nel 1941 viene invitato da Gordon Allport ad aderire alla facoltà dell'Università di Harvard, dove ha iniziato la progettazione di alcune sue ricerche nel campo della personalità, settore che in seguito sarebbe diventato la base di gran parte dei suoi lavori.

Durante la seconda guerra mondiale, Cattell lavorò come consulente civile per il governo degli Stati Uniti, nella ricerca e nello sviluppo di test, per la selezione degli ufficiali delle forze armate.

Alla fine della guerra, Cattell tornò ad insegnare ad Harvard e sposò Alberta Karen Schuettler, una dottoranda di ricerca, studentessa di matematica al Radcliffe College, con cui ebbe quattro figli (tre femmine e un maschio).
Questa nuova compagna, nel corso degli oltre trent'anni di matrimonio, ha lavorato con Cattell su molti aspetti della sua ricerca e allo sviluppo dei test.

Nel 1945 viene invitato da Woodrow Herbert, professore di psicologia presso l'Università dell'Illinois - Urbana-Champaign, e Presidente dell'APA, ad istituire un laboratorio di ricerca dei metodi multivariati applicati alle scienze psicologiche. 
Uno dei motivi che convinsero Cattell a trasferirsi alla University of Illinois, fu il fatto che erano in via di sviluppo i primi computer elettronici; presso questa università fondò infatti il primo Laboratory of Personality Assessment and Group Behavior (Laboratorio di valutazione della personalità e comportamento di gruppo), di cui rimase titolare di cattedra fino al suo pensionamento, nel 1973.

Nel 1949, con sua moglie Alberta Karen Cattell, costituì l'Institute for Personality and Ability Testing (IPAT), di cui fu direttore fino al 1993.

Nel 1960, organizzò un simposio internazionale per incrementare la comunicazione e la cooperazione tra i ricercatori e gli psicologi che stavano usando la statistica multivariata, per studiare il comportamento umano. Da questo convegno nacque la fondazione della Società di Psicologia Sperimentale Multivariata, oggi SMEP (Society of Multivariate Experimental Psychology).

Pochi anni dopo il pensionamento dall'Università dell'Illinois, è andato a vivere a Boulder, in Colorado, dove ha scritto e pubblicato i risultati di una serie di progetti di ricerca che erano rimasti incompiuti negli anni di docenza universitaria.

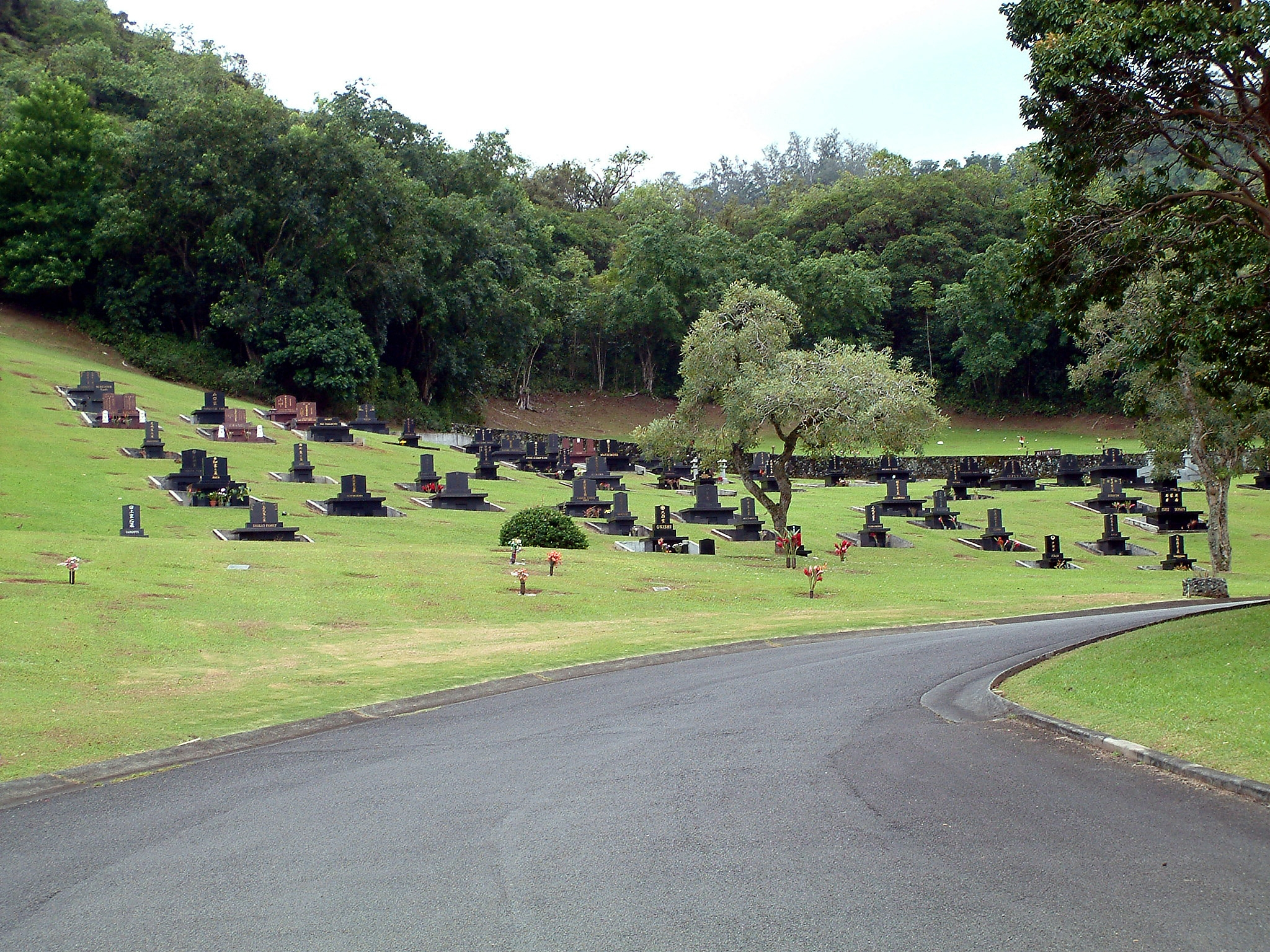
Mausoleo nella Valle dei templi sull'isola di Oahu, nell'arcipelago delle Hawaii.

Nel 1977 decide di trasferirsi alle Hawaii, dove può riprendere la sua vecchia passione per il mare e la barca a vela. Qui prosegue la sua carriera di docente part-time e consigliere presso la University of Hawaii, lavorando anche come docente di complemento all'American School of Professional Psychology. Alle Hawaii sposa Heather Birkett, una psicologa clinica che in seguito effettuerà approfondite ricerche con il 16PF e altri test.
Durante gli ultimi due decenni della sua vita, Cattell ha continuato a pubblicare una serie di articoli scientifici, libri sulla motivazione, sull'uso scientifico dell'analisi fattoriale, due volumi sulla personalità e le teorie dell'apprendimento, un libro sull'uso funzionale dei test psicologici, nonché una revisione del suo Manuale di Psicologia Sperimentale multivariata.
Cattell è deceduto il 2 febbraio 1998 ad Honolulu, nello Stato delle Hawaii, all'età di 92 anni. Seguendo le sue ultime volontà, è sepolto nella Valle dei Templi, sull'isola di Oahu (nell'arcipelago delle Hawaii) su una collina affacciata sul mare.
I fondi rimanenti del suo lascito, sono stati utilizzati per costruire una scuola per bambini svantaggiati, in Cambogia.

## Innovazioni e riconoscimenti
Cattell è stato uno psicologo che si è distinto per i suoi numerosi apporti in molte aree della psicologia sociale e sperimentale.

Le sue principali realizzazioni si sono concentrate sullo studio della personalità, dell'intelligenza e delle scienze statistiche applicate alla psicologia.
Nella ricerca sulla personalità, è ricordato per il suo modello di analisi a 16 fattori (questionario 16PF), sostenendo che il precedente modello di Hans Eysenck, a 3 elementi (estroversione-introversione, neuroticismo e psicoticismo), era eccessivamente semplificato per poter misurare i fattori primari della personalità.
Cattell fu il primo a proporre un modello multi-livello di personalità a struttura gerarchica, con fattori primari di base (i cui tratti di personalità si esplicano a livello planetario) e un livello più ampio di "secondo ordine", identificato da tratti di livello superiore di organizzazione della personalità.
I cinque tratti globali di base sono, a tutt'oggi, identificati con il modello di personalità diffuso dal Big Five. 
Le ricerche di Cattell hanno portato ad ulteriori progressi concettuali, ad esempio:
- alla distinzione fra le misurazioni di stato e quelle di tratto della personalità, ossia gli stati transitori differenziati da quelli a lungo termine;
- alla distinzione tra intelligenza fluida e cristallizzata; ossia la capacità di astrazione e adattamento intellettuale, contro la conoscenza assodata e applicata in modo passivo e ripetitivo;
- il suo reattivo Culture Fair Intelligence Scales (Scala di intelligenza libera dalla cultura), ha ridotto al minimo l'effetto del background culturale ed educativo, fornendo una misura completamente non verbale dell'intelligenza, come oggi avviene con le Matrici di Raven.

## Orientamento scientifico
Quando Cattell entrò nel campo della psicologia, nel 1920, intuì che lo studio della personalità era stato condizionato da idee che erano in gran parte teoriche e intuitive, poco basate sulla ricerca. Egli era invece convinto del metodo empirico di Thorndike, secondo cui: "se qualcosa effettivamente esiste, esiste in una certa quantità e quindi può essere misurato".
Cattell constatò che i concetti usati dai primi teorici della psicologia, tendevano ad essere soggettivi e scarsamente definiti. 
Ad esempio, dopo aver esaminato oltre 400 lavori, pubblicati sul tema dell'ansia, nel 1965, dichiarò:
"Gli studi hanno mostrato talmente tanti significati diversi e metodi di misura diversi per l'ansia, che questi lavori non potrebbero in alcun modo essere integrati ed interpretati".
I primi teorici della personalità avevano la tendenza a fornire poche prove oggettive o scarse ricerche evidence-based per le loro teorie. Cattell voleva invece che la psicologia diventasse più simile alle altre scienze, in cui ogni teoria può essere verificata in modo oggettivo e ogni ricerca può essere compresa e replicata da altri. Secondo le parole di Cattell:
"La psicologia sembra essere una giungla di concetti confusi, contraddittori e arbitrari. Queste teorie pre-scientifiche hanno senza dubbio il merito di contenere grandi intuizioni che ancora oggi superano in raffinatezza quelle di psichiatri o psicologi di oggi. Ma tra le tante idee brillanti offerte, chi riuscirebbe a capire quali sono quelle vere? Alcuni sostengono che le dichiarazioni di un teorico sono corrette, mentre altri sono di parere completamente opposto. Ragion per cui non esiste un modo oggettivo di arrivare alla verità se non attraverso la ricerca scientifica".
Arthur Sweney, Professore di Psicologia alla Wichita State University (Kansas), commenta il lavoro di Cattell, in una lettera inviata alla figlia Mary, con queste parole:
"È stato senza ombra di dubbio, l'uomo che ha compiuto i passi più importanti nella sistematizzazione del campo della scienza del comportamento, nelle sue diverse sfaccettature, creandone una vera e propria scienza empirica, basata su principi universali di replicabilità. Raramente si è vista una psicologia così determinata nell'esplorazione sistematica, rivolta non solo alla ricerca di base per la conoscenza scientifica, ma anche alla necessità di utilizzare la scienza a beneficio di tutti".

## Le ricerche in psicologia
Cattell ha utilizzato diversi metodi di ricerca scientifica per esplorare e misurare varie aree della psicologia:
- le dimensioni fondamentali della personalità e del temperamento,
- una vasta gamma di abilità cognitive,
- la dimensione dinamica della motivazione e dell'emozione,
- la dimensione clinica della personalità,
- i modelli gruppali e del comportamento sociale,
- le applicazioni della ricerca sulla personalità, la psicoterapia e la teoria dell'apprendimento,
- i predittori della creatività e del successo.

Cattell si è dedicato al metodo rigorosamente scientifico ed è stato autore e coautore di oltre 50 libri, 500 articoli e più di 30 test standardizzati. Secondo una classifica ampiamente citata, è stato il più influente ed eminente psicologo del XX secolo.
Come psicologo, nell'esplorare le dimensioni fondamentali della personalità, della motivazione e delle capacità cognitive, è stato uno dei maggiori sostenitori dell'utilizzo dei metodi fattoriali analitici, in sostituzione di quella che lui aveva chiamato "teoria verbale".

Uno dei risultati più importanti ottenuti da Cattell, è stata l'applicazione dell'analisi fattoriale e la conseguente scoperta dei 16 fattori alla base della personalità umana.
Ha chiamato questi fattori "tratti primari" poiché riteneva che fossero la fonte basilare di tutti i comportamenti che, nel loro insieme, noi consideriamo come la personalità di ogni individuo.  Questa teoria è alla base dello strumento utilizzato per misurare i fattori di personalità, conosciuti come il modello dei 16 personality factor, che vengono scandagliati attraverso il questionario 16PF.
Anche se Cattell è principalmente noto per aver individuato le principali dimensioni della personalità, ha approfondito anche altre caratteristiche fondamentali dell'individuo, quali l'intelligenza, la motivazione e gli interessi professionali. 
In particolare, Cattell ha teorizzato per primo l'esistenza di una  intelligenza generale (chiamata fattore g) che è formata da una intelligenza fluida e da una intelligenza cristallizzata, tramite cui si possono spiegare le capacità cognitive dell'uomo. È stato, inoltre, il primo autore della Culture Fair Intelligence Test, un metodo che prendeva in considerazione la lingua scritta e lo sfondo culturale del soggetto esaminato, al fine di ridurre al minimo la distorsione sistematica, introdotta da questi aspetti, nei test d'intelligenza.

### L'analisi multivariata
Cattell ha aperto la strada all'uso dell'analisi multivariata nella psicologia, invece di perseguire un approccio "univariato", ossia quello che, nel "processo decisionale", studia l'effetto di una singola variabile avente una "posizione dominante" sulle altre variabili.

Egli era fermamente convinto che le dimensioni del comportamento fossero troppo complesse e interattive, perché potessero essere comprese appieno, utilizzando una singola dimensione isolata.
Il classico approccio univariato, costringe l'individuo in una situazione artificiale di laboratorio, misurando gli effetti di una particolare variabile su un'altra, mentre, l'approccio multivariato ha permesso agli psicologi di studiare tutta la persona, con la combinazione unica di caratteristiche che distingue ogni individuo, in un ambiente naturale. L'analisi multivariata consente lo studio delle situazioni del mondo reale, quali ad esempio la depressione, il divorzio, il lutto, dimensioni che non possono essere manipolate in laboratorio.

Cattell ha applicato la ricerca multivariata a tre principali settori:
- i tratti della personalità o del temperamento,
- i tratti motivazionali o dinamici,
- le diverse articolazioni delle abilità.

Nel 1960, ha organizzato un simposio internazionale di psicologi orientati alla ricerca, con conseguente fondazione della Society for Multivariate Experimental Psychology e della rivista Multivariate Behavioral Research. Molti ricercatori provenienti da Europa, Asia, Africa, Australia e Sud America, hanno lavorato nel suo laboratorio presso l'Università dell'Illinois e molti dei suoi libri sono stati scritti in collaborazione con altri studiosi.

### L'analisi fattoriale
Cattell aveva osservato che nelle scienze quali la chimica, la fisica, l'astronomia e la medicina, erano storicamente diffuse teorie prive di fondamento, fin quando sono stati sviluppati nuovi strumenti che hanno migliorato sia l'osservazione scientifica che i metodi di misura.

Nel 1920, Cattell aveva studiato con Charles Spearman che aveva avviato lo sviluppo di una nuova tecnica di analisi dei fattori psicometrici, nel suo sforzo di comprendere le dimensioni e la struttura di base delle capacità umane.

Oggi, l'analisi fattoriale è diventato un potente strumento che contribuisce all'individuazione delle dimensioni di base, estratte da una molteplicità di variabili secondarie, presenti in un determinato dominio. L'analisi fattoriale è stata costruita sul precedente sviluppo del coefficiente di correlazione, che misura il grado in cui le due variabili sono correlate o tendono a covariare.

Mentre lavorava presso l'Università di Londra con Spearman, all'esplorazione del numero e della natura delle capacità umane, Cattell postulò che l'analisi fattoriale potesse essere efficacemente applicata anche ad altre aree, che andavano oltre il campo delle sole abilità. In particolare, egli era interessato ad esplorare le dimensioni e la struttura di base della personalità umana. Ad esempio, pensava che, se l'analisi fattoriale fosse stata applicata alla misurazione della vasta gamma espressiva del funzionamento interpersonale, sarebbe stato possibile identificare le dimensioni di base che governano il comportamento sociale. Così, l'analisi fattoriale poteva essere utilizzata per scoprire le dimensioni fondamentali che sono alla base di un gran numero di comportamenti che affiorano in superficie e, quindi, facilitare la ricerca di quelli più efficaci in questo campo.

### Teoria della personalità
Al fine di applicare l'analisi fattoriale allo studio della personalità, Cattell ha ritenuto di dover campionare la gamma più ampia possibile di variabili. Per catturare l'intera gamma di dimensioni della personalità, ha indicato tre tipi di dati relativi al campionamento globale:
1. I dati sulla vita del soggetto (Life data o L-data), ossia la raccolta dei dati, relativi all'esistenza dell'individuo e i comportamenti della vita quotidiana, misurando i modelli di comportamento caratteristici del soggetto, nel mondo reale. Questo dato può variare, ad esempio, in base al numero di incidenti stradali o al numero delle feste a cui partecipa ogni mese, alla media dei voti ottenuti a scuola o al numero di malattie o di divorzi che il soggetto ha contratto.
2. I dati sperimentali (Experimental data o T-data), ossia quei dati relativi ai risultati di situazioni sperimentali standardizzate create in laboratorio, dove il comportamento di un soggetto può essere oggettivamente osservato e misurato.
3. I dati del questionario (Questionnaire data o Q-data), ossia quei dati ottenuti dalla somministrazione di un questionario atto a fornire i dati introspettivi del soggetto, sul suo comportamento e sui propri sentimenti. Cattell ha evidenziato come questo tipo di domande dirette, misurano sottili stati interni e punti di vista, che è spesso difficile individuare attraverso il comportamento esteriore.

Secondo Cattell, affinché una dimensione di personalità potesse essere chiamata "fondamentale ed unitaria", dovevano coesistere, nelle analisi fattoriali, i dati provenienti da tutti e tre questi ambiti. Così, utilizzando vari mezzi, egli realizzò misure della personalità su una vasta gamma di tratti, rilevamenti su cui poi eseguiva ripetute analisi fattoriali.

Con l'aiuto di molti colleghi, gli studi sui fattori analitici di Cattell, sono andati avanti per alcuni decenni. Alla fine sono stati estratti i 16 fattori fondamentali che sono alla base della personalità umana. Egli decise di chiamare questi tratti con le lettere dell'alfabeto (A, B, C, D, E, etc.) al fine di evitare confusioni con il lessico dei concetti già esistenti.
In seguito, molti studi effettuati da vari ricercatori, su questi fattori analitici, nelle diverse culture di tutto il mondo, hanno convalidato il numero e il significato di questi tratti.
Oltre al 16 Personality Factor Questionnaire rivolto agli adulti, Cattell sviluppò altri test, per misurare questi tratti in gamme di età diverse, ad esempio, l'Adolescent Personality Questionnaire e il Children's Personality Questionnaire.
Fin dall'inizio della sua ricerca, Cattell rifletté sul fatto che, come in altri ambiti scientifici, quale ad es. l'intelligenza, poteva esistere un ulteriore e più elevato livello di organizzazione all'interno della personalità, che formava l'ossatura delle diverse caratteristiche primarie. 
Mentre stava analizzando i fattori dei 16 tratti primari, ne individuò cinque più globali, o "di secondo ordine", oggi comunemente conosciuti come il Big Five.
Questo secondo ordine di tratti, compreso nei domini del comportamento, ha fornito il significato e la struttura per i tratti principali.

La ricerca sulle 16 caratteristiche di base ha dimostrato che queste potevano essere utili per comprendere e prevedere una gamma più ampia di comportamenti della vita reale.
Ad esempio, i tratti sono stati utilizzati in contesti educativi, per studiare e prevedere la motivazione al successo, lo stile di apprendimento e quello cognitivo, la creatività e gli orientamenti lavorativi compatibili con il soggetto; nel lavoro o nel settore del collocamento all'impiego sono stati utilizzati per prevedere lo stile di leadership, le competenze interpersonali, la creatività, la coscienziosità, la gestione dello stress e la propensione agli incidenti; in campo medico per predire la propensione all'infarto, la gestione del dolore e la compliance verso le indicazioni mediche; in situazioni cliniche per prevedere l'autostima, i bisogni interpersonali, la tolleranza alla frustrazione e l'apertura al cambiamento; nel settore della ricerca comportamentale, per prevedere la tendenza all'aggressività, all'adattamento e all'autoritarismo.

Il programma di ricerca sulla personalità, portato avanti da Cattell nel ventennio 1940-1960, ha prodotto cinque libri che sono stati ampiamente riconosciuti come fondamentali per individuare le dimensioni della personalità e i loro principi organizzativi:
- Description and Measurement of Personality (1946)
- Personality: A Systematic, Theoretical, and Factual Study (1950)
- Personality and Motivation Structure and Measurement (1957)
- The Scientific Analysis of Personality (1965)
- Personality and Mood by Questionnaire (1973)

In questi libri è descritto il cammino compiuto dal programma di ricerca, basato sui dati oggettivi della personalità. I concetti fondamentali sono stati desunti dagli studi comportamentali, dai dati emersi dai questionari self-report e dai protocolli di valutazione degli osservatori. 
Questi testi hanno inoltre presentato una teoria dello sviluppo della personalità che si dipana nell'arco della vita umana, compresi gli effetti sul comportamento dell'individuo, derivanti da fattori familiari, sociali, culturali, biologici e genetici, così come le influenze provenienti dalle componenti motivazionali e attitudinali.

### Teoria dell'intelligenza di Cattell
La teoria dell'intelligenza o teoria di Cattell, dall'eponimo del suo divulgatore, conosciuta anche con il nome di teoria Gf-Gc, distingue due tipologie di intelligenza:
- Intelligenza fluida (Gf), ossia la capacità di elaborare informazioni di diversa natura a livello mentale, si distingue per la mancanza di un contenuto specifico.
- Intelligenza cristallizzata (Gc), basata sulle conoscenze accumulate e consolidate nel tempo.

Esse vanno a formare il fattore d'intelligenza generale indicato con fattore g.